# عقد 290
عقد 290 هو عقد امتد بين 1 يناير 290 و31 ديسمبر 299 بحسب التقويم الميلادي. سبقه عقد 280 ولحقه عقد 300.

## مواليد
- باخوم (292)
- أغنيس الرومانية (291)
- مقار السكندري (298)
- هيلاريوس (291)
- القديسة فيلومينا (291)
- أثناسيوس الأول (296)

## وفيات
- كارسيس (293)
- بهرام الثالث (293)
- بهرام الثاني (293)
- ليو هوي (295)
- عمرو بن عدي (295)
- كايوس (296)
- الإمبراطور وو من جين (290)
- ماكسيميليان (295)

## كتب
- Yves Denis Papin (1998). Chronologie de l'histoire ancienne. Lieu de publication non identifié: Éditions Jean-paul Gisserot. ISBN:2-87747-346-5. OCLC:40746926. مؤرشف من الأصل في 2022-03-16.
- موسوعة حضارة العالم (2002) لأحمد محمد عوف.

## روابط خارجية
- تصفح سنة بسنة عقد 290 على موقع onthisday.com
- تصفح سنة بسنة عقد 290 ابتداءً من سنة عقد 290 على موقع المكتبة الوطنية الفرنسية